# Cratere Scantia
Scantia è un cratere sulla superficie di 4 Vesta.